# 韓国鉄道8200形電気機関車
8200形電気機関車（8200がたでんききかんしゃ）は、韓国鉄道公社（KORAIL、旧：鉄道庁）が保有する交流型電気機関車である。2003年から2008年にかけて83両が製造された。

## 概要
2003年に8000形の後継機として製作された。最初は当初から電化されていた中央線、太白線、咸白線、嶺東線で使用されていたが、2005年以降電化が急速に進むにつれて運行範囲も拡大し、現在は京釜線系統をはじめ広範囲の電化路線で使用されている。客車にサービス電源を供給する補助電源装置(SIV)が搭載されているため、電源車の連結を不要としている。セクションを通過する際は瞬間的に回生ブレーキを動作させ、SIVに電力を供給する仕組みとなっているが、回生ブレーキによる電力の供給能力に問題があることから8両以上の客車を牽引する際には電源車を連結している。
本機は、ドイツ・シーメンス社がヨーロッパの汎用電気機関車として開発した「ユーロスプリンター」（EuroSprinter）のES64F型をベースに、同社の協力により、韓国で製造された系列である。もともとES64F型は、定格出力6,400kW、交流15kV16.7Hzの単電源対応で、最高速度140km/hの貨物用交流電気機関車である。ドイツ鉄道の貨物部門（ドイツレイリオン）では、同形機を152形として運用している。
韓国への導入においては、運用条件を考慮し、定格出力5,200kW、交流25kV60Hzの客貨両用にカスタマイズした上で投入されている。
シーメンス製のGTO素子「SIBAS32」によるVVVFインバータ制御を採用しているため、発車時の磁励音が音階に聞こえるのが特徴である。
運転席は座り心地を配慮したバケットシートが採用されたほか、運転台には小型の冷・温蔵庫が設置されており、機関士の長時間乗務を考慮した設計がされている。

## 歴史
2003年から2006年にかけて初期型55両が製造され、2008年には後期型28両が製造された。
初期型は当初、車番表記がシールによるものであり、ATPが搭載されていなかったが、2019年現在は後期型と同様に金属プレートによる車番表記となり、ATPが追設された。
2008年に製造された後期型は車番表記が金属プレートによるものに変更され、製造当初よりATPが搭載されたほか、衝突事故対策としてアンチクライマーが取り付けられた。
2019年現在は、事故廃車となった8252号機を除く82両が在籍し、韓国各地の電化路線で主にムグンファ号の牽引に充当されている。

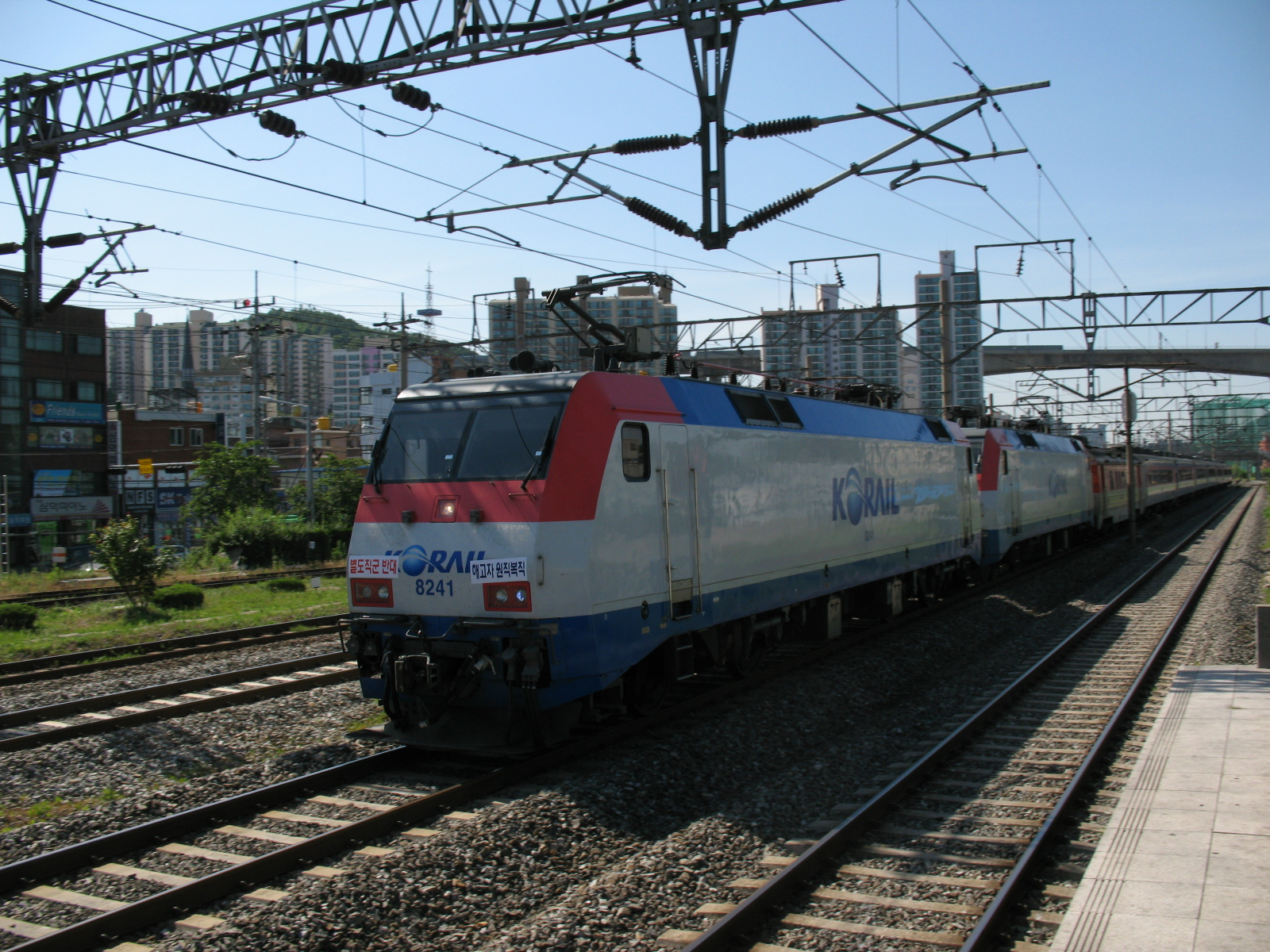
8200形電気機関車 (京釜線衿井駅にて)